# Cantautore

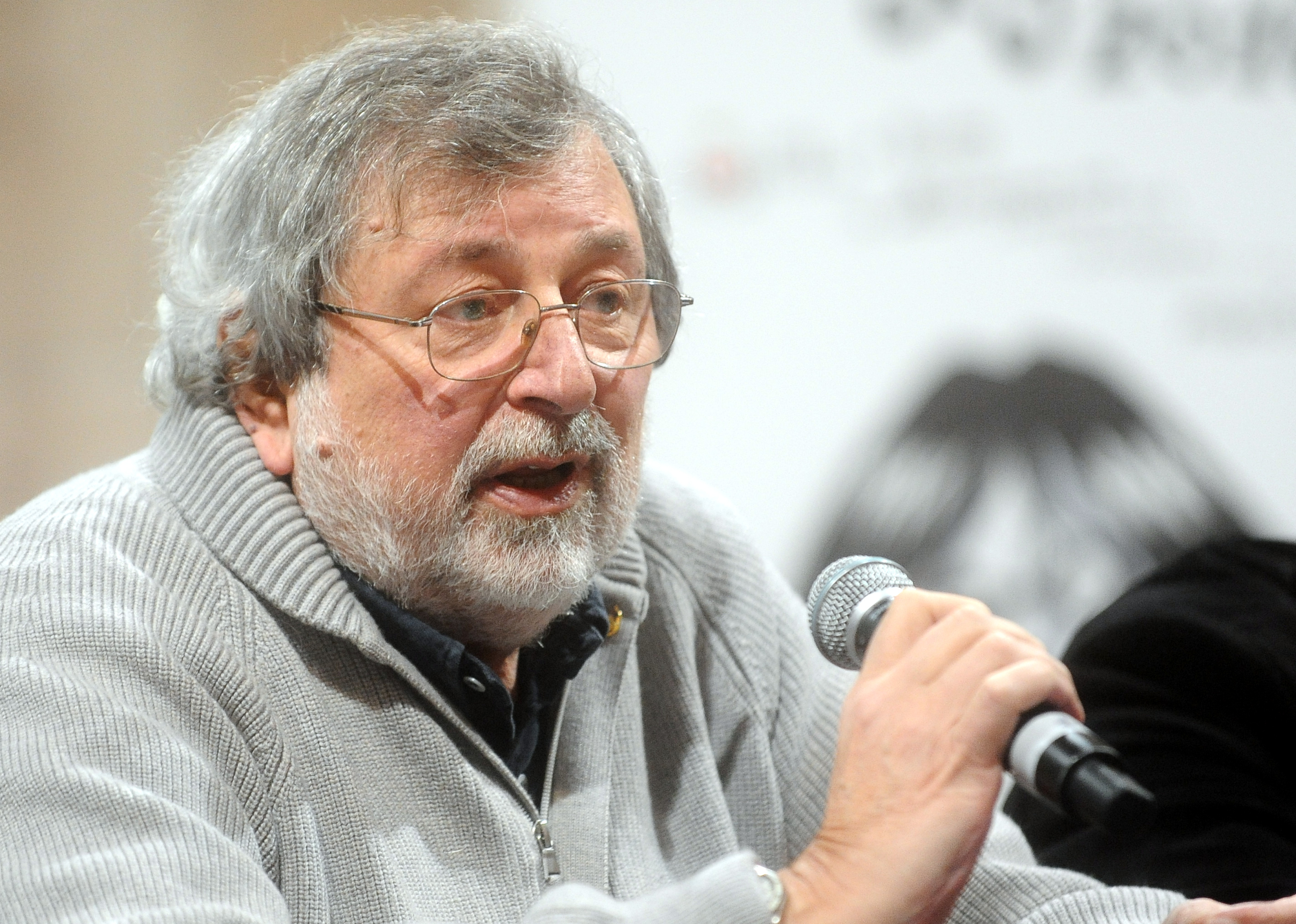
Francesco Guccini (2016)

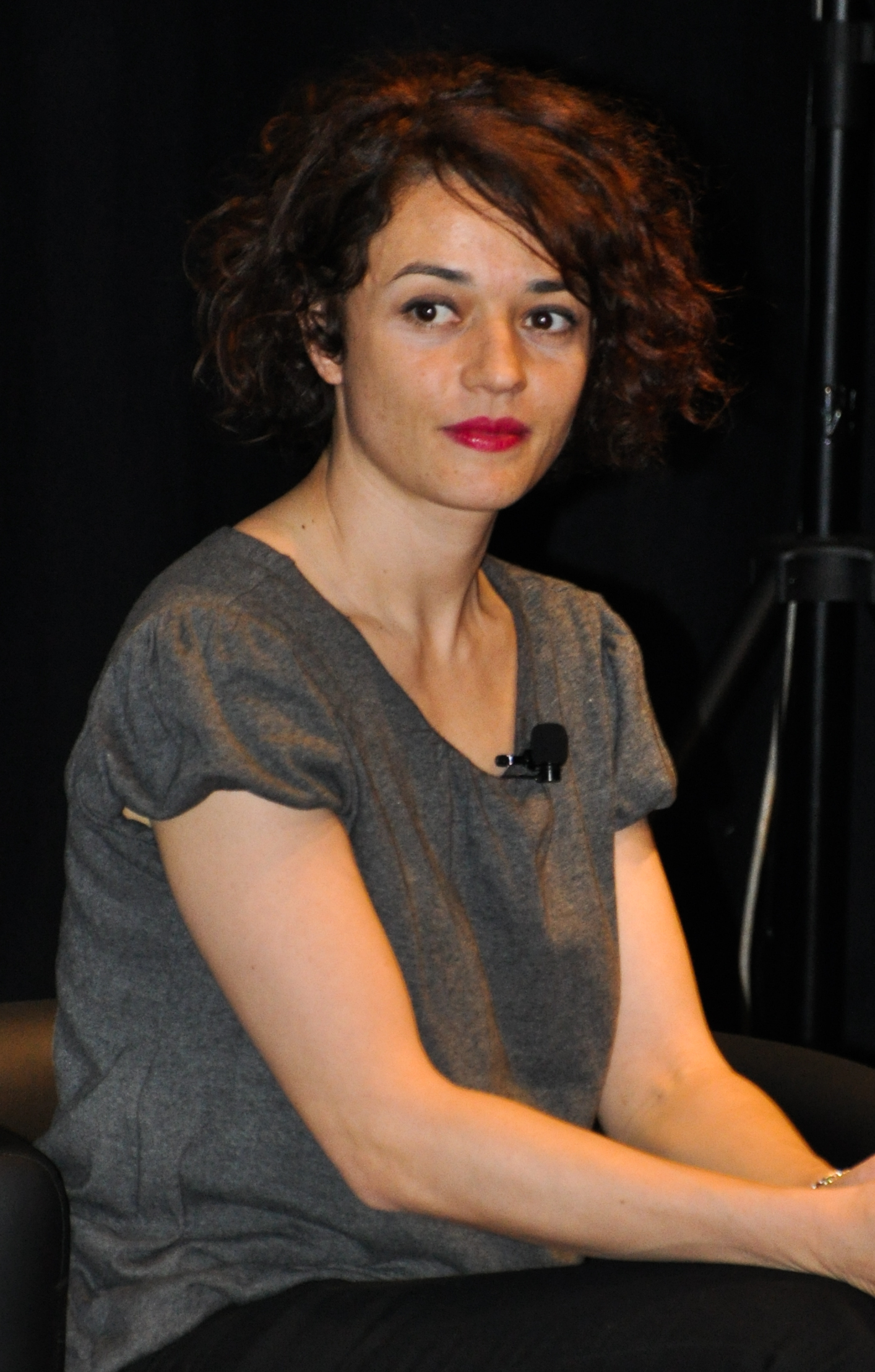
Carmen Consoli (2010)

Als Cantautore (Plural cantautori; weibliche Form: cantautrice, Pl. cantautrici) wird in der italienischen populären Musik ein Sänger bezeichnet, der vorwiegend selbstgeschriebene Lieder vorträgt. 
Die Texte der Cantautori sind meist sehr poetisch, auch wenn sie sich oft mit alltäglicher Thematik beschäftigen. Oft sind sie sozialkritisch, aber nur selten politisch. Die Musik orientiert sich an Mustern der modernen Rock- und Popmusik, aber auch des Jazz und Folk.

## Begriff
Der Begriff ist eine Wortkreuzung aus cantante („Sänger“) und autore („Autor, Songwriter“) und wurde um 1960 von Mitarbeitern der Plattenfirma RCA als italienische Entsprechung zum angloamerikanischen Singer-Songwriter ersonnen. Der Club Tenco leitete aus dem Cantautore-Begriff später in Anlehnung an den Autorenfilm die Genrebezeichnung canzone d’autore („Autorenlied“) ab, die weiter gefasst ist und auch Rapper oder Rockbands einschließen kann. Vergleichbar mit dem Cantautore sind auch der französische Chansonnier und der deutsche Liedermacher, wobei diese Ausdrücke aber keineswegs austauschbar sind, sondern jeweils auf spezifische Musiktraditionen verweisen.

## Geschichte

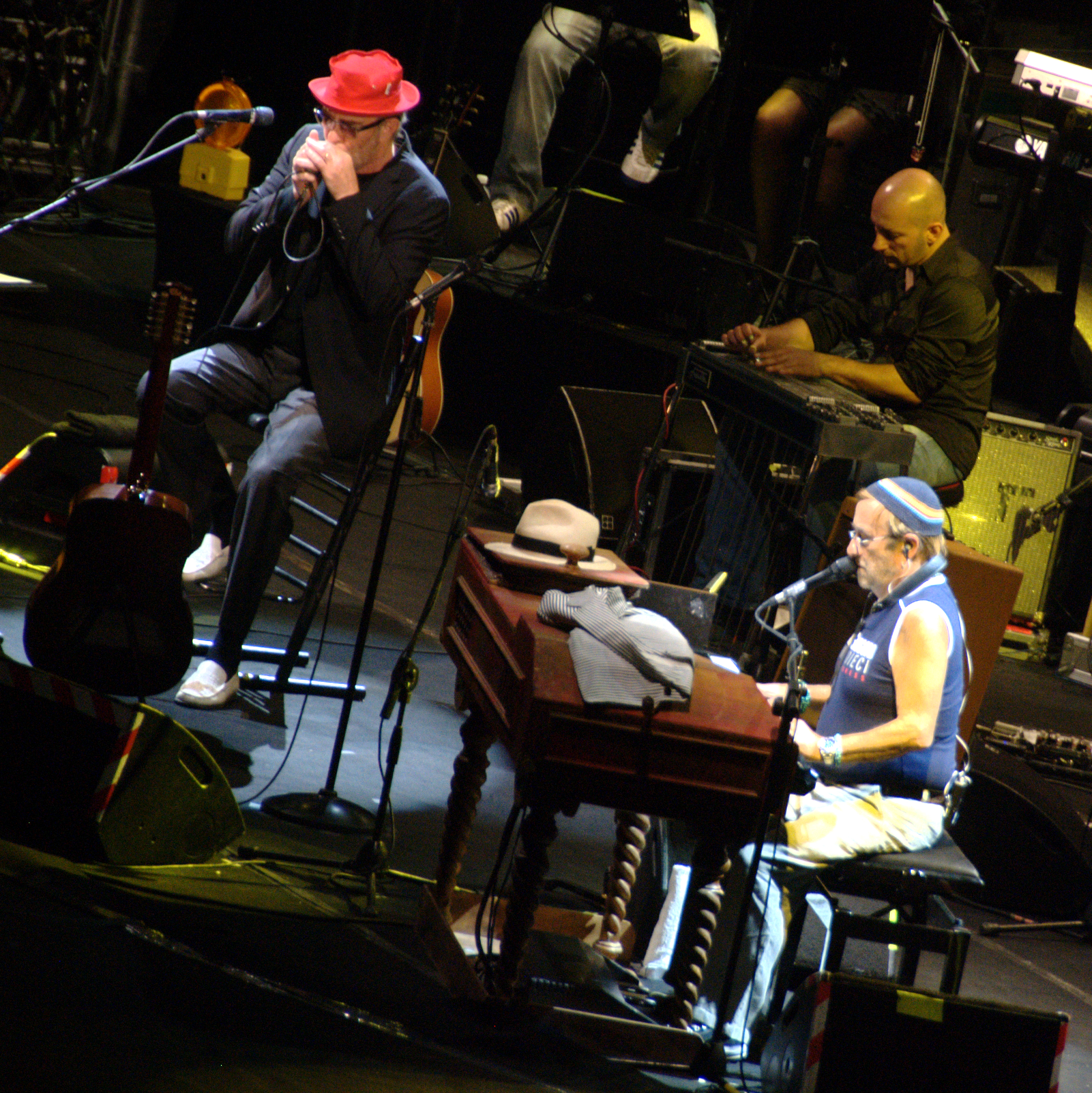
Francesco De Gregori und Lucio Dalla (2010)

Ein Vorläufer der Cantautori war die einflussreiche Künstlergruppe Cantacronache (1958–1962). Der musikalische und kommerzielle Aufstieg der Cantautori begann in der zweiten Hälfte der 1960er Jahre. Entscheidend ist die Abwendung sowohl von der traditionsverbundenen italienischen Popmusik des Mainstreams (canzone italiana) als auch von der Imitation des Rock ’n’ Roll (durch die sogenannten urlatori, „Schreier“) sowie des Beat, und der Beginn einer poetisch-musikalischen Auseinandersetzung mit Themen aus dem Alltag und der Lebenswelt der zeitgenössischen Generation. In dieser Zeit liegen die Anfänge von später bekannten Cantautori wie Fabrizio De André, Lucio Dalla, Francesco Guccini oder Lucio Battisti. Auch Piero Ciampi begann in dieser Zeit, eigene Texte zu schreiben und zu vertonen.
Ein einschneidender Moment in der Geschichte der Cantautori (und der gesamten italienischen populären Musik) ereignete sich 1967, als der junge Cantautore Luigi Tenco am Sanremo-Festival jenes Jahres teilnahm und nach dem Ausscheiden aus dem Wettbewerb Suizid beging. Tenco wurde danach zu einer kulturellen Ikone erhoben und der Gegensatz zwischen dem musikalischen Mainstream und den Cantautori vergrößerte sich. Viele Cantautori mieden fortan das Umfeld des Sanremo-Festivals und beteiligten sich stattdessen an den Gegenveranstaltungen des Club Tenco.
Die 1970er Jahre führten dann zum Durchbruch; die Cantautori, allen voran De André und Battisti, wurden zu Repräsentanten der zeitgenössischen nationalen Musikidentität und -realität in Italien. Ihre Musik und Themen verzweigten sich ab diesem Zeitpunkt in die verschiedensten Stilrichtungen. Zu nennen sind Francesco De Gregori, Antonello Venditti, Rino Gaetano, Angelo Branduardi, Roberto Vecchioni, Riccardo Cocciante, Edoardo Bennato und Ivano Fossati. Einer melodischen Richtung folgte Claudio Baglioni, der stilistisch als Vorläufer des später auch international erfolgreichen Eros Ramazzotti gewertet werden kann.

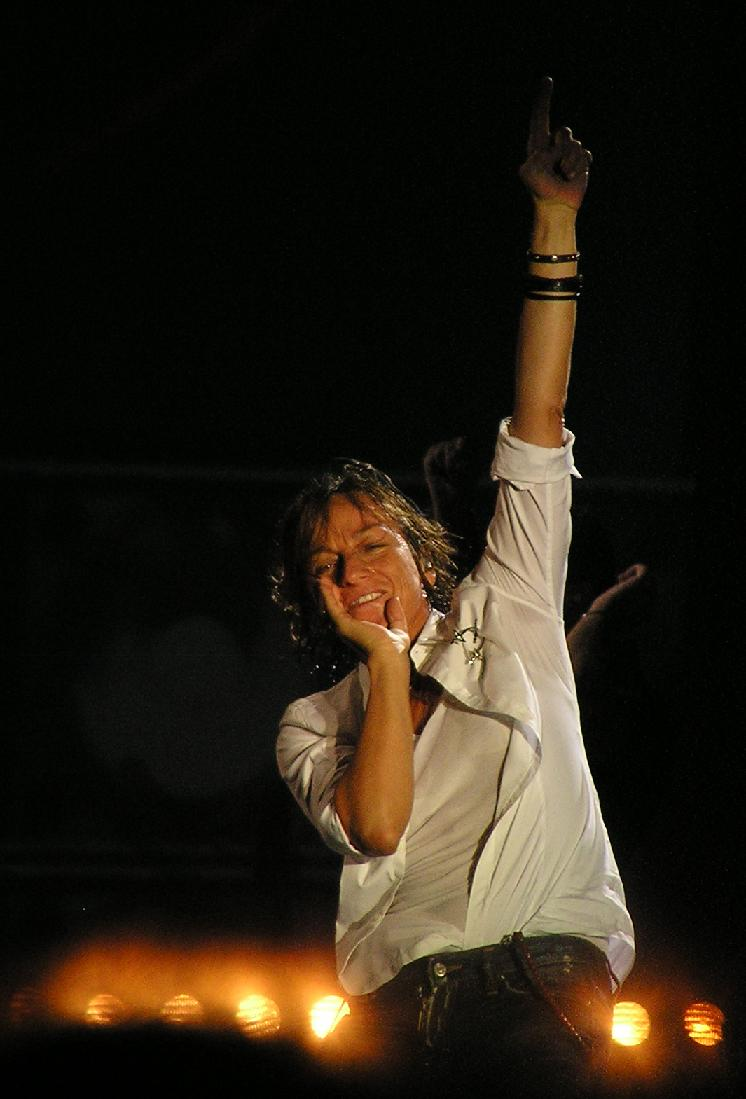
Gianna Nannini (2008)

Die frühen 1980er Jahre standen kurz im Zeichen der Anlehnung an einen geradlinigen Rock, vertreten durch Gianna Nannini und Vasco Rossi. In dieser Periode verbreiterten sich die Stilrichtungen jedoch weiter: die Verbindung von amerikanischer Fusion und neapolitanischer Volksmusik bei Pino Daniele, New Wave bei Enrico Ruggeri, die Anlehnung an Jazz und lateinamerikanische Rhythmen bei Paolo Conte, an den Soul bei Zucchero und an elektronische Musik bei Franco Battiato. In den 1990er und 2000er Jahren entstand eine neue Generation von Cantautori mit Carmen Consoli, Elisa, Marco Masini, Mario Venuti oder Alex Britti. Teilweise kam es zu einer Verbindung mit Hip-Hop, angefangen beim Rapper Frankie Hi-NRG MC.

## Schulen
Manchmal wird von verschiedenen Schulen der Cantautori gesprochen. Damit ist die geographische Zuordnung zu einer Richtung gemeint, wie zum Beispiel die Genueser Schule (Fabrizio De André, Gino Paoli usw.). Insgesamt ist diese Einteilung jedoch kaum aussagekräftig, da die Stile sehr verschieden sind und die Cantautori nicht an einen Ort gebunden sind.

## Belege
1. ↑  Jacopo Tomatis: A Portrait of the Author as an Artist: Ideology, Authenticity, and Stylization in the Canzone d’Autore. In: Franco Fabbri, Goffredo Plastino (Hrsg.): Made in Italy: Studies in Popular Music. Routledge, London 2016, S. 89–97.
2. ↑  Carlo Pestelli: An Escape from Escapism. In: Made in Italy. 2016, S. 153, 160.
3. ↑  Marco Santoro: The Tenco effect. Suicide, San Remo, and the social construction of the canzone d’autore. In: Journal of Modern Italian Studies. Band 11, Nr. 3, 2006, S. 342–366, doi:10.1080/13545710600806862.
4. ↑  Marco Santoro, Marco Solaroli: Authors and Rappers: Italian Hip Hop and the Shifting Boundaries of Canzone d’Autore. In: Popular Music. Band 26, Nr. 3. Cambridge University Press, Cambridge 2007, S. 470–472, doi:10.1017/S0261143007001389.